# Quintela de Leirado
Quintela de Leirado es un municipio de la provincia de Orense, en Galicia, España. Pertenece a la Comarca de Tierra de Celanova

## Geografía humana

### Demografía
Cuenta con una población de 594 habitantes (INE 2024).
| Gráfica de evolución demográfica de Quintela de Leirado entre 1842 y 2021                                             |
| |
| Población de derecho según los censos de población del INE. Población de hecho según los censos de población del INE. |

| Evolución de la población de Quintela de Leirado - desde 1900 hasta 2022 -                                                           |      |      |      |      |      |      |      |      |          |          |          |          |
| 1900 | 1930 | 1950 | 1981 | 2004 | 2007 | 2010 | 2011 | 2012 | 2013     | 2020     | 2021     | 2022     |
| 2351 | 2242 | 1987 | 1463 | 831  | 801  | 751  | 724  | 614  | {{{10}}} | {{{11}}} | {{{12}}} | {{{13}}} |
| Fuentes: INE e IGE (Los criterios de registro censal variaron entre 1900 y 2011, y los datos del INE y del IGE pueden no coincidir.) |      |      |      |      |      |      |      |      |          |          |          |          |

### Organización territorial
El municipio está formado por treinta entidades de población distribuidas en cinco parroquias:
- Jacebanes[6] (Santiago)[8]
- Leirado (San Pedro)
- Mociños (Santa María)
- Quintela de Leirado (San Pablo)[9][7]
- Riomolinos[6] (San Salvador)[10]